# Бандерівці (документальний фільм)
«Бандерівці» (інша назва укр. «Відлуння війни: Бандерівці» чеськ. Válečné ozvěny: Banderovci) — документальний фільм чеської національної телекомпанії ČT, знятий режисером Алешем Коудело. Прем'єра фільму «Бандерівці» на чеському громадському телебаченні відбулася у 5 травня 2011 року.

## Сюжет
Створювали фільм чеські фахівці — історики та публіцисти: Мілана Серучека та Міхала Шмігеля. У фільмі головними його героями є учасники подій Другої світової війни — вояки Української повстанської армії, багато свідків — українців, чехів, словаків. Фільм розкриває події — від перших боїв УПА до рейдів через Словаччину і Чехію й до еміграції окремих формувань на Захід.  
В основу фільму чеські автори на чолі з режисером Алешем Коуделою поклали свідчення очевидців боротьби Української повстанської армії за незалежність України, а саме рейд УПА Чехословаччиною 1947 року.  
У споминах розкриваються складні переплетіння людських доль на тлі безперестанних боїв і драматичних стосунків із місцевим населенням в Україні, а потім у Словаччині та Чехії.